# Захват Алжира (1529)
Захват Алжира в 1529 году — захват города Алжир Хайр-ад-Дином Барбароссой.

## Предыстория
Чтобы воспрепятствовать постоянным нападениям алжирцев на испанские корабли, в 1514 году испанцы выстроили в заливе на прибрежном острове Пеньон-де-Алжир крепость, из которой полностью контролировали алжирскую гавань и угрожали движению судов. В 1516 году Алжир был захвачен известным пиратом Аруджем, который начал создавать собственное государство на побережье Северо-Западной Африки, однако погиб от рук испанцев год спустя в ходе боёв за Тлемсен.
Хайр-ад-Дин направил послов в Стамбул, чтобы официально подарить провинцию Алжир османскому султану Селиму I Явузу и далее править как его наместник. С помощью турецких янычар Хайр-ад-Дин возвратил себе почти всё, что было завоёвано испанцами, однако крепость Пеньон-де-Алжир осталась под испанским контролем. Однако в 1520 году Селим I умер, и город Алжир был отобран у лишившегося турецкой поддержки Хайр-ад-Дина одним из местных кабильских вождей. Хайр-ад-Дин был вынужден вернуться на родину в Джиджель.

## Боевые действия
В 1529 году султан Сулейман I, объявив войну императору Фердинанду I, решил возобновить поддержку Хайр-ад-Дина, и направил тому деньги, артиллерию и 2 тысячи янычар. С помощью денег Хайр-ад-Дин склонил на свою сторону сторонников шейха Алжира и получил власть над городом, после чего осадил испанскую крепость. После 22 дней непрерывного артиллерийского обстрела, не получая никакой помощи с родины, испанский гарнизон, в котором к тому времени осталось всего 25 человек, капитулировал.

## Итоги и последствия
Используя рабов-христиан, Хайр-ад-Дин снёс испанскую крепость, а её камни использовал для возведения стены вокруг города. Алжир превратился в опорную базу для мусульманских пиратов в Центральном и Западном Средиземноморье.